# Tornei major di golf maschile
I Tornei Major di golf maschile, a cui spesso ci si riferisce solo come a "i Majors", sono i quattro tornei più prestigiosi della stagione del golf professionistico. Ordinandoli cronologicamente secondo la data in cui si disputano, attualmente i majors sono:
- Aprile - The Masters (nel weekend della seconda domenica di aprile), che si gioca all'Augusta National Golf Club di Augusta in Georgia negli Stati Uniti.
- Maggio - PGA Championship (nel weekend che precede il Memorial Day), organizzato dalla Professional Golfers' Association of America e giocato in varie località degli Stati Uniti.
- Giugno - U.S. Open (nel weekend della terza domenica di giugno) - organizzato dalla United States Golf Association che si disputa in varie località degli Stati Uniti.
- Luglio - The Open Championship (o British Open) (nel weekend che comprende il terzo venerdì di luglio) - organizzato dal The Royal and Ancient Golf Club of St Andrews e giocato su percorsi legati al club in varie località del Regno Unito.

## Importanza
Insieme ai tornei a squadre Ryder Cup e Presidents Cup, che hanno cadenza biennale, i major sono gli eventi golfistici più prestigiosi dell'anno. Vi partecipano i migliori giocatori al mondo e la reputazione dei più grandi giocatori della storia del golf è largamente basata sul numero di major vinti. I premi in palio non sono i più alti in assoluto, perché sono superati da quelli del the Players Championship, dei tre tornei del World Golf Championships e di altri tornei ad invito, ma vincere un major è molto più prestigioso e cambia letteralmente la vita di un golfista. Se a vincere è un giocatore già di alto livello probabilmente riceverà grossi bonus dai propri sponsor (come nel caso di Darren Clarke e Dunlop nel 2011) ed avrà la possibilità di negoziare contratti migliori. Se è un giocatore di secondo piano o sconosciuto raggiungerà immediatamente la fama mondiale. Il vantaggio forse più importante è che il vincitore viene automaticamente esentato dalla qualificazioni per partecipare al suo tour negli anni seguenti, situazione che di solito rende quella del golfista una professione incerta. Attualmente il PGA Tour concede l'esenzione ad ogni vincitore di major per cinque anni e lo European Tour per dieci.
Negli ultimi anni alcuni media statunitensi hanno cominciato a definire il Players Championship, che si disputava due settimane prima del Masters, il "quinto major". La trovata non ha riscosso la pubblica approvazione da parte delle autorità golfistiche, ma il torneo in questione di fatto attrae un parco partecipanti di simile valore a quello dei quattro major. Dopo lo spostamento del torneo alla metà di maggio avvenuta nel 2007, alcuni ritengono che ormai dovrebbe venire considerato de facto come uno dei major, anche se non fa parte del "grande slam". Lo stesso discorso potrebbe essere fatto per il BMW PGA Championship giocato a Wentworth vicino a Londra. Al di fuori degli Stati Uniti l'idea di aumentare il numero di major che si disputano nel paese da tre a quattro, su cinque complessivi, è assai meno popolare. La nascita nel 1999 dei tre tornei del World Golf Championship ha già inoltre portato ad otto il numero delle competizioni a cui partecipano praticamente tutti i migliori giocatori.

## Storia
Un tempo i Major erano l'Open Championship, il campionato britannico per dilettanti The Amateur Championship, lo U.S. Open e lo U.S. Amateur, campionato per dilettanti statunitense. Il Grande Slam allora fu vinto solo da Bobby Jones nel 1930, e mai più ripetuto.
Con la creazione dell'Augusta Masters nel 1934 e la crescita del movimento professionistico tra la fine degli anni quaranta e cinquanta il termine "Major Championships" finì per passare ad identificare i quattro tornei attuali. È difficile stabilire il momento preciso in cui la definizione cambiò significato, anche se molti lo fanno risalire alla stagione del 1960 disputata da Arnold Palmer, quando dopo aver vinto Masters e U.S. Open disse che se avesse conquistato anche Open Championship e PGA Championship avrebbe completato un "grande slam" che l'avrebbe posto alla pari del grande golfista degli anni trenta Bobby Jones.
Il più antico dei quattro tornei è l'Open Championship che generalmente al di fuori del Regno Unito viene chiamato "British Open". A causa della scarsità di partecipanti statunitensi dovuta alla durata dei viaggi transoceanici, il torneo negli USA non è stato considerato come parte dei Majors fino agli anni sessanta, quando Arnold Palmer iniziò a gareggiare anche in Gran Bretagna. Fino a quel momento, molti giocatori statunitensi valutavano come quarto major il Western Open.

## Caratteristiche distintive di ogni torneo Major
Ciascuno dei tornei, essendo stato sviluppato e gestito da organizzazioni diverse, ha sviluppato alcune caratteristiche che lo differenziano dagli altri, sia sotto il profilo del percorso di gara che per la scelta dei partecipanti.
- Il Masters è l'unico dei quattro tornei ad essere giocato ogni anno sullo stesso percorso. Ha il numero di partecipanti più basso di tutti gli altri, generalmente meno di 100 giocatori. Chi ha vinto un'edizione del Masters verrà invitato a partecipare per tutto il resto della vita. Sono invitati anche i vincitori dei principali campionati dilettantistici.
- Lo U.S. Open è noto per essere disputato su percorsi molto lunghi, con fairway stretti, green molto veloci e con l'erba tagliata molto alta nella zona del rough, in modo da premiare giocatori potenti e precisi. Circa la metà dei partecipanti entra nel tabellone passando attraverso le qualificazioni. Le regole di ammissione diretta sono piuttosto severe e costringono anche molti professionisti di valore a disputare le qualificazioni, fatto che spinge anche molti dilettanti a cercare di mettersi in luce partecipando al torneo.
- L'Open Championship si gioca nel Regno Unito ed è il Major più antico, fondato nel 1860. È sempre giocato su campi denominati "links" vicino al mare, in cui il vento è un fattore dominante. Attualmente questo trofeo è giocato su una rota di 9 campi, e ogni 5 anni a St Andrews. L'organizzazione si assicura che siano presenti i migliori giocatori di tutti i principali tour e lascia alcuni posti riservati ai vincitori dei tornei di qualifica in tutto il mondo.
- Il PGA Championship è giocato in un golf club degli Stati Uniti. In genere la PGA stringe un accordo economico di divisione degli utili con il club. Il PGA Championship riserva alcuni posti per i membri della PGA of America, l'associazione di gestori di club e maestri di golf, che è separata da quella dei membri del PGA Tour, mentre non viene riservato alcun posto per i dilettanti.

## I vincitori dei tornei Major
Per ogni giocatore che ha vinto più di un torneo major tra parentesi sono indicati il numero di major vinti fino a quel momento e le vittorie complessive. Ad esempio il Masters 2005 è stato per Tiger Woods il 9° dei suoi 15 titoli.
| Anno | The Masters                        | PGA Championship                   | U.S. Open                          | The Open Championship                  |
| ---- | ---------------------------------- | ---------------------------------- | ---------------------------------- | -------------------------------------- |
| 2025 | Rory McIlroy (5/5)                 | Scottie Scheffler (3/4)            | J. J. Spaun                        | Scottie Scheffler (4/4)                |
| 2024 | Scottie Scheffler (2/4)            | Xander Schauffele (1/2)            | Bryson DeChambeau (2/2)            | Xander Schauffele (2/2)                |
| 2023 | Jon Rahm (2/2)                     | Brooks Koepka (5/5)                | Wyndham Clark                      | Brian Harman                           |
| 2022 | Scottie Scheffler (1/4)            | Justin Thomas (2/2)                | Matt Fitzpatrick                   | Cameron Smith                          |
| 2021 | Hideki Matsuyama                   | Phil Mickelson (6/6)               | Jon Rahm (1/2)                     | Collin Morikawa (2/2)                  |
| 2020 | Dustin Johnson (2/2)               | Collin Morikawa (1/2)              | Bryson DeChambeau (1/2)            | Cancellato per la pandemia di COVID-19 |
| 2019 | Tiger Woods (15/15)                | Brooks Koepka (4/5)                | Gary Woodland                      | Shane Lowry                            |
| 2018 | Patrick Reed                       | Brooks Koepka (3/5)                | Brooks Koepka (2/5)                | Francesco Molinari                     |
| 2017 | Sergio García                      | Justin Thomas (1/2)                | Brooks Koepka (1/5)                | Jordan Spieth (3/3)                    |
| 2016 | Danny Willett                      | Jimmy Walker                       | Dustin Johnson (1/2)               | Henrik Stenson                         |
| 2015 | Jordan Spieth (1/3)                | Jason Day                          | Jordan Spieth (2/3)                | Zach Johnson (2/2)                     |
| 2014 | Bubba Watson (2/2)                 | Rory McIlroy (4/5)                 | Martin Kaymer (2/2)                | Rory McIlroy (3/5)                     |
| 2013 | Adam Scott                         | Jason Dufner                       | Justin Rose                        | Phil Mickelson (5/6)                   |
| 2012 | Bubba Watson (1/2)                 | Rory McIlroy (2/5)                 | Webb Simpson                       | Ernie Els (4/4)                        |
| 2011 | Charl Schwartzel                   | Keegan Bradley                     | Rory McIlroy (1/5)                 | Darren Clarke                          |
| 2010 | Phil Mickelson (4/6)               | Martin Kaymer (1/2)                | Graeme McDowell                    | Louis Oosthuizen                       |
| 2009 | Ángel Cabrera (2/2)                | Y. E. Yang                         | Lucas Glover                       | Stewart Cink                           |
| 2008 | Trevor Immelman                    | Pádraig Harrington (3/3)           | Tiger Woods (14/15)                | Pádraig Harrington (2/3)               |
| 2007 | Zach Johnson (1/2)                 | Tiger Woods (13/15)                | Ángel Cabrera (1/2)                | Pádraig Harrington (1/3)               |
| 2006 | Phil Mickelson (3/6)               | Tiger Woods (12/15)                | Geoff Ogilvy                       | Tiger Woods (11/15)                    |
| 2005 | Tiger Woods (9/15)                 | Phil Mickelson (2/6)               | Michael Campbell                   | Tiger Woods (10/15)                    |
| 2004 | Phil Mickelson (1/6)               | Vijay Singh (3/3)                  | Retief Goosen (2/2)                | Todd Hamilton                          |
| 2003 | Mike Weir                          | Shaun Micheel                      | Jim Furyk                          | Ben Curtis                             |
| 2002 | Tiger Woods (7/15)                 | Rich Beem                          | Tiger Woods (8/15)                 | Ernie Els (3/4)                        |
| 2001 | Tiger Woods (6/15)                 | David Toms                         | Retief Goosen (1/2)                | David Duval                            |
| 2000 | Vijay Singh (2/3)                  | Tiger Woods (5/15)                 | Tiger Woods (3/15)                 | Tiger Woods (4/15)                     |
| 1999 | José María Olazábal (2/2)          | Tiger Woods (2/15)                 | Payne Stewart (3/3)                | Paul Lawrie                            |
| 1998 | Mark O'Meara (1/2)                 | Vijay Singh (1/3)                  | Lee Janzen (2/2)                   | Mark O'Meara (2/2)                     |
| 1997 | Tiger Woods (1/15)                 | Davis Love III                     | Ernie Els (2/4)                    | Justin Leonard                         |
| 1996 | Nick Faldo (6/6)                   | Mark Brooks                        | Steve Jones                        | Tom Lehman                             |
| 1995 | Ben Crenshaw (2/2)                 | Steve Elkington                    | Corey Pavin                        | John Daly (2/2)                        |
| 1994 | José María Olazábal (1/2)          | Nick Price (3/3)                   | Ernie Els (1/4)                    | Nick Price (2/3)                       |
| 1993 | Bernhard Langer (2/2)              | Paul Azinger                       | Lee Janzen (1/2)                   | Greg Norman (2/2)                      |
| 1992 | Fred Couples                       | Nick Price (1/3)                   | Tom Kite                           | Nick Faldo (5/6)                       |
| 1991 | Ian Woosnam                        | John Daly (1/2)                    | Payne Stewart (2/3)                | Ian Baker-Finch                        |
| 1990 | Nick Faldo (3/6)                   | Wayne Grady                        | Hale Irwin (3/3)                   | Nick Faldo (4/6)                       |
| 1989 | Nick Faldo (2/6)                   | Payne Stewart (1/3)                | Curtis Strange (2/2)               | Mark Calcavecchia                      |
| 1988 | Sandy Lyle (2/2)                   | Jeff Sluman                        | Curtis Strange (1/2)               | Severiano Ballesteros (5/5)            |
| 1987 | Larry Mize                         | Larry Nelson (3/3)                 | Scott Simpson                      | Nick Faldo (1/6)                       |
| 1986 | Jack Nicklaus (18/18)              | Bob Tway                           | Raymond Floyd (4/4)                | Greg Norman (1/2)                      |
| 1985 | Bernhard Langer (1/2)              | Hubert Green (2/2)                 | Andy North (2/2)                   | Sandy Lyle (1/2)                       |
| 1984 | Ben Crenshaw (1/2)                 | Lee Trevino (6/6)                  | Fuzzy Zoeller (2/2)                | Severiano Ballesteros (4/5)            |
| 1983 | Severiano Ballesteros (3/5)        | Hal Sutton                         | Larry Nelson (2/3)                 | Tom Watson (8/8)                       |
| 1982 | Craig Stadler                      | Raymond Floyd (3/4)                | Tom Watson (6/8)                   | Tom Watson (7/8)                       |
| 1981 | Tom Watson (5/8)                   | Larry Nelson (1/3)                 | David Graham (2/2)                 | Bill Rogers                            |
| 1980 | Severiano Ballesteros (2/5)        | Jack Nicklaus (17/18)              | Jack Nicklaus (16/18)              | Tom Watson (4/8)                       |
| 1979 | Fuzzy Zoeller (1/2)                | David Graham (1/2)                 | Hale Irwin (2/3)                   | Severiano Ballesteros (1/5)            |
| 1978 | Gary Player (9/9)                  | John Mahaffey                      | Andy North (1/2)                   | Jack Nicklaus (15/18)                  |
| 1977 | Tom Watson (2/8)                   | Lanny Wadkins                      | Hubert Green (1/2)                 | Tom Watson (3/8)                       |
| 1976 | Raymond Floyd (2/4)                | Dave Stockton (2/2)                | Jerry Pate                         | Johnny Miller (2/2)                    |
| 1975 | Jack Nicklaus (13/18)              | Jack Nicklaus (14/18)              | Lou Graham                         | Tom Watson (1/8)                       |
| 1974 | Gary Player (7/9)                  | Lee Trevino (5/6)                  | Hale Irwin (1/3)                   | Gary Player (8/9)                      |
| 1973 | Tommy Aaron                        | Jack Nicklaus (12/18)              | Johnny Miller (1/2)                | Tom Weiskopf                           |
| 1972 | Jack Nicklaus (10/18)              | Gary Player (6/9)                  | Jack Nicklaus (11/18)              | Lee Trevino (4/6)                      |
| 1971 | Charles Coody                      | Jack Nicklaus (9/18)               | Lee Trevino (2/6)                  | Lee Trevino (3/6)                      |
| 1970 | Billy Casper (3/3)                 | Dave Stockton (1/2)                | Tony Jacklin (2/2)                 | Jack Nicklaus (8/18)                   |
| 1969 | George Archer                      | Raymond Floyd (1/4)                | Orville Moody                      | Tony Jacklin (1/2)                     |
| 1968 | Bob Goalby                         | Julius Boros (3/3)                 | Lee Trevino (1/6)                  | Gary Player (5/9)                      |
| 1967 | Gay Brewer                         | Don January                        | Jack Nicklaus (7/18)               | Roberto De Vicenzo                     |
| 1966 | Jack Nicklaus (5/18)               | Al Geiberger                       | Billy Casper (2/3)                 | Jack Nicklaus (6/18)                   |
| 1965 | Jack Nicklaus (4/18)               | Dave Marr                          | Gary Player (4/9)                  | Peter Thomson (5/5)                    |
| 1964 | Arnold Palmer (7/7)                | Bobby Nichols                      | Ken Venturi                        | Tony Lema                              |
| 1963 | Jack Nicklaus (2/18)               | Jack Nicklaus (3/18)               | Julius Boros (2/3)                 | Bob Charles                            |
| 1962 | Arnold Palmer (5/7)                | Gary Player (3/9)                  | Jack Nicklaus (1/18)               | Arnold Palmer (6/7)                    |
| 1961 | Gary Player (2/9)                  | Jerry Barber                       | Gene Littler                       | Arnold Palmer (4/7)                    |
| 1960 | Arnold Palmer (2/7)                | Jay Hebert                         | Arnold Palmer (3/7)                | Kel Nagle                              |
| 1959 | Art Wall Jr.                       | Bob Rosburg                        | Billy Casper (1/3)                 | Gary Player (1/9)                      |
| 1958 | Arnold Palmer (1/7)                | Dow Finsterwald                    | Tommy Bolt                         | Peter Thomson (4/5)                    |
| 1957 | Doug Ford (2/2)                    | Lionel Hebert                      | Dick Mayer                         | Bobby Locke (4/4)                      |
| 1956 | Jack Burke Jr. (1/2)               | Jack Burke Jr. (2/2)               | Cary Middlecoff (3/3)              | Peter Thomson (3/5)                    |
| 1955 | Cary Middlecoff (2/3)              | Doug Ford (1/2)                    | Jack Fleck                         | Peter Thomson (2/5)                    |
| 1954 | Sam Snead (7/7)                    | Chick Harbert                      | Ed Furgol                          | Peter Thomson (1/5)                    |
| 1953 | Ben Hogan (7/9)                    | Walter Burkemo                     | Ben Hogan (8/9)                    | Ben Hogan (9/9)                        |
| 1952 | Sam Snead (6/7)                    | Jim Turnesa                        | Julius Boros (1/3)                 | Bobby Locke (3/4)                      |
| 1951 | Ben Hogan (5/9)                    | Sam Snead (5/7)                    | Ben Hogan (6/9)                    | Max Faulkner                           |
| 1950 | Jimmy Demaret (3/3)                | Chandler Harper                    | Ben Hogan (4/9)                    | Bobby Locke (2/4)                      |
| 1949 | Sam Snead (3/7)                    | Sam Snead (4/7)                    | Cary Middlecoff (1/3)              | Bobby Locke (1/4)                      |
| 1948 | Claude Harmon                      | Ben Hogan (3/9)                    | Ben Hogan (2/9)                    | Henry Cotton (3/3)                     |
| 1947 | Jimmy Demaret (2/3)                | Jim Ferrier                        | Lew Worsham                        | Fred Daly                              |
| 1946 | Herman Keiser                      | Ben Hogan (1/9)                    | Lloyd Mangrum                      | Sam Snead (2/7)                        |
| 1945 | Non disputato (II guerra mondiale) | Byron Nelson (5/5)                 | Non disputato (II guerra mondiale) | Non disputato (II guerra mondiale)     |
| 1944 | Non disputato (II guerra mondiale) | Bob Hamilton                       | Non disputato (II guerra mondiale) | Non disputato (II guerra mondiale)     |
| 1943 | Non disputato (II guerra mondiale) | Non disputato (II guerra mondiale) | Non disputato (II guerra mondiale) | Non disputato (II guerra mondiale)     |
| 1942 | Byron Nelson (4/5)                 | Sam Snead (1/7)                    | Non disputato (II guerra mondiale) | Non disputato (II guerra mondiale)     |
| 1941 | Craig Wood (1/2)                   | Vic Ghezzi                         | Craig Wood (2/2)                   | Non disputato (II guerra mondiale)     |
| 1940 | Jimmy Demaret (1/3)                | Byron Nelson (3/5)                 | Lawson Little                      | Non disputato (II guerra mondiale)     |
| 1939 | Ralph Guldahl (3/3)                | Henry Picard (2/2)                 | Byron Nelson (2/5)                 | Richard Burton                         |
| 1938 | Henry Picard (1/2)                 | Paul Runyan (2/2)                  | Ralph Guldahl (2/3)                | Reg Whitcombe                          |
| 1937 | Byron Nelson (1/5)                 | Denny Shute (3/3)                  | Ralph Guldahl (1/3)                | Henry Cotton (2/3)                     |
| 1936 | Horton Smith (2/2)                 | Denny Shute (2/3)                  | Tony Manero                        | Alf Padgham                            |
| 1935 | Gene Sarazen (7/7)                 | Johnny Revolta                     | Sam Parks Jr                       | Alf Perry                              |
| 1934 | Horton Smith (1/2)                 | Paul Runyan (1/2)                  | Olin Dutra (2/2)                   | Henry Cotton (1/3)                     |
| 1933 | Non ancora fondato                 | Gene Sarazen (6/7)                 | Johnny Goodman                     | Denny Shute (1/3)                      |
| 1932 | Non ancora fondato                 | Olin Dutra (1/2)                   | Gene Sarazen (4/7)                 | Gene Sarazen (5/7)                     |
| 1931 | Non ancora fondato                 | Tom Creavy                         | Billy Burke                        | Tommy Armour (3/3)                     |
| 1930 | Non ancora fondato                 | Tommy Armour (2/3)                 | Bobby Jones (6/7)                  | Bobby Jones (7/7)                      |
| 1929 | Non ancora fondato                 | Leo Diegel (2/2)                   | Bobby Jones (5/7)                  | Walter Hagen (11/11)                   |
| 1928 | Non ancora fondato                 | Leo Diegel (1/2)                   | Johnny Farrell                     | Walter Hagen (10/11)                   |
| 1927 | Non ancora fondato                 | Walter Hagen (9/11)                | Tommy Armour (1/3)                 | Bobby Jones (4/7)                      |
| 1926 | Non ancora fondato                 | Walter Hagen (8/11)                | Bobby Jones (2/7)                  | Bobby Jones (3/7)                      |
| 1925 | Non ancora fondato                 | Walter Hagen (7/11)                | Willie MacFarlane                  | Jim Barnes (4/4)                       |
| 1924 | Non ancora fondato                 | Walter Hagen (6/11)                | Cyril Walker                       | Walter Hagen (5/11)                    |
| 1923 | Non ancora fondato                 | Gene Sarazen (3/7)                 | Bobby Jones (1/7)                  | Arthur Havers                          |
| 1922 | Non ancora fondato                 | Gene Sarazen (2/7)                 | Gene Sarazen (1/7)                 | Walter Hagen (4/11)                    |
| 1921 | Non ancora fondato                 | Walter Hagen (3/11)                | Jim Barnes (3/4)                   | Jock Hutchison (2/2)                   |
| 1920 | Non ancora fondato                 | Jock Hutchison (1/2)               | Ted Ray (2/2)                      | George Duncan                          |
| 1919 | Non ancora fondato                 | Jim Barnes (2/4)                   | Walter Hagen (2/11)                | Non disputato (I guerra mondiale       |
| 1918 | Non ancora fondato                 | Non disputato (I guerra mondiale)  | Non disputato (I guerra mondiale)  | Non disputato (I guerra mondiale)      |
| 1917 | Non ancora fondato                 | Non disputato (I guerra mondiale)  | Non disputato (I guerra mondiale)  | Non disputato (I guerra mondiale)      |
| 1916 | Non ancora fondato                 | Jim Barnes (1/4)                   | Chick Evans                        | Non disputato (I guerra mondiale)      |
| 1915 | Non ancora fondato                 | Non ancora fondato                 | Jerome Travers                     | Non disputato (I guerra mondiale)      |
| 1914 | Non ancora fondato                 | Non ancora fondato                 | Walter Hagen (1/11)                | Harry Vardon (7/7)                     |
| 1913 | Non ancora fondato                 | Non ancora fondato                 | Francis Ouimet                     | John Henry Taylor (5/5)                |
| 1912 | Non ancora fondato                 | Non ancora fondato                 | John McDermott (2/2)               | Ted Ray (1/2)                          |
| 1911 | Non ancora fondato                 | Non ancora fondato                 | John McDermott (1/2)               | Harry Vardon (6/7)                     |
| 1910 | Non ancora fondato                 | Non ancora fondato                 | Alex Smith (2/2)                   | James Braid (5/5)                      |
| 1909 | Non ancora fondato                 | Non ancora fondato                 | George Sargent                     | John Henry Taylor (4/5)                |
| 1908 | Non ancora fondato                 | Non ancora fondato                 | Fred McLeod                        | James Braid (4/5)                      |
| 1907 | Non ancora fondato                 | Non ancora fondato                 | Alec Ross                          | Arnaud Massy                           |
| 1906 | Non ancora fondato                 | Non ancora fondato                 | Alex Smith (1/2)                   | James Braid (3/5)                      |
| 1905 | Non ancora fondato                 | Non ancora fondato                 | Willie Anderson (4/4)              | James Braid (2/5)                      |
| 1904 | Non ancora fondato                 | Non ancora fondato                 | Willie Anderson (3/4)              | Jack White                             |
| 1903 | Non ancora fondato                 | Non ancora fondato                 | Willie Anderson (2/4)              | Harry Vardon (5/7)                     |
| 1902 | Non ancora fondato                 | Non ancora fondato                 | Laurie Auchterlonie                | Sandy Herd                             |
| 1901 | Non ancora fondato                 | Non ancora fondato                 | Willie Anderson (1/4)              | James Braid (1/5)                      |
| 1900 | Non ancora fondato                 | Non ancora fondato                 | Harry Vardon (4/7)                 | John Henry Taylor (3/5)                |
| 1899 | Non ancora fondato                 | Non ancora fondato                 | Willie Smith                       | Harry Vardon (3/7)                     |
| 1898 | Non ancora fondato                 | Non ancora fondato                 | Fred Herd                          | Harry Vardon (2/7)                     |
| 1897 | Non ancora fondato                 | Non ancora fondato                 | Joe Lloyd                          | Harold Hilton (2/2)                    |
| 1896 | Non ancora fondato                 | Non ancora fondato                 | James Foulis                       | Harry Vardon (1/7)                     |
| 1895 | Non ancora fondato                 | Non ancora fondato                 | Horace Rawlins                     | John Henry Taylor (2/5)                |
| 1894 | Non ancora fondato                 | Non ancora fondato                 | Non ancora fondato                 | John Henry Taylor (1/5)                |
| 1893 | Non ancora fondato                 | Non ancora fondato                 | Non ancora fondato                 | Willie Auchterlonie                    |
| 1892 | Non ancora fondato                 | Non ancora fondato                 | Non ancora fondato                 | Harold Hilton (1/2)                    |
| 1891 | Non ancora fondato                 | Non ancora fondato                 | Non ancora fondato                 | Hugh Kirkaldy                          |
| 1890 | Non ancora fondato                 | Non ancora fondato                 | Non ancora fondato                 | John Ball Jr.                          |
| 1889 | Non ancora fondato                 | Non ancora fondato                 | Non ancora fondato                 | Willie Park Jr. (2/2)                  |
| 1888 | Non ancora fondato                 | Non ancora fondato                 | Non ancora fondato                 | Jack Burns                             |
| 1887 | Non ancora fondato                 | Non ancora fondato                 | Non ancora fondato                 | Willie Park Jr. (1/2)                  |
| 1886 | Non ancora fondato                 | Non ancora fondato                 | Non ancora fondato                 | David Brown                            |
| 1885 | Non ancora fondato                 | Non ancora fondato                 | Non ancora fondato                 | Bob Martin (2/2)                       |
| 1884 | Non ancora fondato                 | Non ancora fondato                 | Non ancora fondato                 | Jack Simpson                           |
| 1883 | Non ancora fondato                 | Non ancora fondato                 | Non ancora fondato                 | Willie Fernie                          |
| 1882 | Non ancora fondato                 | Non ancora fondato                 | Non ancora fondato                 | Bob Ferguson (3/3)                     |
| 1881 | Non ancora fondato                 | Non ancora fondato                 | Non ancora fondato                 | Bob Ferguson (2/3)                     |
| 1880 | Non ancora fondato                 | Non ancora fondato                 | Non ancora fondato                 | Bob Ferguson (1/3)                     |
| 1879 | Non ancora fondato                 | Non ancora fondato                 | Non ancora fondato                 | Jamie Anderson (3/3)                   |
| 1878 | Non ancora fondato                 | Non ancora fondato                 | Non ancora fondato                 | Jamie Anderson (2/3)                   |
| 1877 | Non ancora fondato                 | Non ancora fondato                 | Non ancora fondato                 | Jamie Anderson (1/3)                   |
| 1876 | Non ancora fondato                 | Non ancora fondato                 | Non ancora fondato                 | Bob Martin (1/2)                       |
| 1875 | Non ancora fondato                 | Non ancora fondato                 | Non ancora fondato                 | Willie Park Sr. (4/4)                  |
| 1874 | Non ancora fondato                 | Non ancora fondato                 | Non ancora fondato                 | Mungo Park                             |
| 1873 | Non ancora fondato                 | Non ancora fondato                 | Non ancora fondato                 | Tom Kidd                               |
| 1872 | Non ancora fondato                 | Non ancora fondato                 | Non ancora fondato                 | Tom Morris Jr. (4/4)                   |
| 1871 | Non ancora fondato                 | Non ancora fondato                 | Non ancora fondato                 | Non disputato                          |
| 1870 | Non ancora fondato                 | Non ancora fondato                 | Non ancora fondato                 | Tom Morris Jr. (3/4)                   |
| 1869 | Non ancora fondato                 | Non ancora fondato                 | Non ancora fondato                 | Tom Morris Jr. (2/4)                   |
| 1868 | Non ancora fondato                 | Non ancora fondato                 | Non ancora fondato                 | Tom Morris Jr. (1/4)                   |
| 1867 | Non ancora fondato                 | Non ancora fondato                 | Non ancora fondato                 | Tom Morris Sr. (4/4)                   |
| 1866 | Non ancora fondato                 | Non ancora fondato                 | Non ancora fondato                 | Willie Park Sr. (3/4)                  |
| 1865 | Non ancora fondato                 | Non ancora fondato                 | Non ancora fondato                 | Andrew Strath                          |
| 1864 | Non ancora fondato                 | Non ancora fondato                 | Non ancora fondato                 | Tom Morris Sr. (3/4)                   |
| 1863 | Non ancora fondato                 | Non ancora fondato                 | Non ancora fondato                 | Willie Park Sr. (2/4)                  |
| 1862 | Non ancora fondato                 | Non ancora fondato                 | Non ancora fondato                 | Tom Morris Sr. (2/4)                   |
| 1861 | Non ancora fondato                 | Non ancora fondato                 | Non ancora fondato                 | Tom Morris Sr. (1/4)                   |
| 1860 | Non ancora fondato                 | Non ancora fondato                 | Non ancora fondato                 | Willie Park Sr. (1/4)                  |

## Vincitori dei Majors per nazionalità
La tabella mostra il numero di tornei majors vinti dai giocatori dei vari paesi. Nelle ultime due colonne sono riportate le vittorie ottenute rispettivamente dai giocatori europei nel complesso e da quelli del "Resto del Mondo", ovvero tutto il mondo tranne Europa e Stati Uniti. Gli Stati Uniti affrontano l'Europa nella Ryder Cup e una squadra internazionale che rappresenta il resto del mondo nella Presidents Cup.
| Stato            | Masters | U.S. Open | The Open | PGA | Totale |
| ---------------- | ------- | --------- | -------- | --- | ------ |
| Stati Uniti      | 64      | 89        | 47       | 89  | 289    |
| Scozia           | 1       | 13        | 41       | 0   | 55     |
| Inghilterra      | 4       | 8         | 22       | 2   | 36     |
| Sudafrica        | 5       | 5         | 10       | 2   | 22     |
| Australia        | 1       | 2         | 10       | 5   | 18     |
| Spagna           | 6       | 1         | 3        | 0   | 10     |
| Jersey           | 0       | 2         | 7        | 0   | 9      |
| Irlanda del Nord | 1       | 2         | 3        | 2   | 8      |
| Germania         | 2       | 1         | 0        | 1   | 4      |
| Irlanda          | 0       | 0         | 3        | 1   | 4      |
| Zimbabwe         | 0       | 0         | 1        | 2   | 3      |
| Figi             | 1       | 0         | 0        | 2   | 3      |
| Argentina        | 1       | 1         | 1        | 0   | 3      |
| Nuova Zelanda    | 0       | 1         | 1        | 0   | 2      |
| Francia          | 0       | 0         | 1        | 0   | 1      |
| Galles           | 1       | 0         | 0        | 0   | 1      |
| Canada           | 1       | 0         | 0        | 0   | 1      |
| Giappone         | 1       | 0         | 0        | 0   | 1      |
| Corea del Sud    | 0       | 0         | 0        | 1   | 1      |
| Svezia           | 0       | 0         | 1        | 0   | 1      |
| Italia           | 0       | 0         | 1        | 0   | 1      |
| Totale           | 89      | 125       | 152      | 107 | 473    |